# Дом детства Дональда Трампа
Дом детства Дональда Трампа, 85-15 (англ. Donald Trump Childhood Home) — дом, расположенный на улице Уэрхэм-плейс возле Хенли-роуд, в районе Куинса Джамейка Эстейтс, Нью-Йорк. В данном доме жил бывший президент США Дональд Трамп до 4 лет, когда его семья переехала в соседний дом большего размера.
Дом был построен в 1940 году отцом Дональда, Фредом Трампом, в районе верхнего среднего класса Джамейка Эстейтс. В интервью газете «The New York Times» в 2015 году Трамп сказал, что он с семьёй жили на Уэрхэме, прежде чем его отец построил дом побольше за углом на Мидленд-Паркуэй и перевёз семью туда. 
В июле 2016 года дом был выставлен на продажу, во время президентской кампании Трампа. Его планировалось продать на аукционе в октябре 2016 года, но вскоре продавец снял его с рынка. Первоначально дом стоил 1,65 млн. долларов, однако в декабре 2016 года дом был куплен инвестором в недвижимость Манхэттена Майклом Дэвисом за 1 390 500 долларов. Первоначально Дэвис оставался анонимным и, никогда не видевший дом, договорился о его продаже на аукционе 17 января 2017 года, за три дня до инаугурации Трампа. Согласно условиям аукциона, у продавца было пять дней на рассмотрение заявок. Согласно «The New York Times», последний раз он был продан с аукциона за 2,14 миллиона долларов «компании с ограниченной ответственностью, представленной юридической фирмой, специализирующейся на китайских иностранных инвестициях» в марте 2017 года.
В 2017 году дом был указан в сервисе аренды жилья Airbnb за 725 долларов за ночь. После попытки продать дом за 2,9 миллиона долларов в феврале 2019 года, был запланирован новый аукцион на 14 ноября 2019 года. Однако продажа не состоялась, так как не поступило ни одного квалифицированного предложения.